# (915) Козетта
(915) Козетта (лат. Cosette) — астероид главного астероидного пояса. Открыт 14 декабря 1918 г. французским астрономом Франсуа Гонесье в Алжирской обсерватории. Астероид был назван в честь младшей дочери учёного. 
В 1994 г., по результатам научно-исследовательского проекта, проводимого в Европейской южной обсерватории (ESO), находящейся в Чили, был определён период вращения астероида.
Козетта не пересекает орбиту Земли, и делает полный оборот вокруг Солнца за 3,33 Юлианских лет.

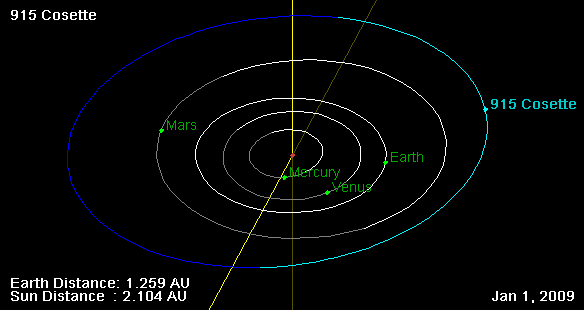
Орбита астероида Козетта и его положение в Солнечной системе